# KIAA1967
KIAA1967, también conocida como Deleted in Breast Cancer 1, es una proteína que en humanos está codificada por el gen KIAA1967 .

## Función
Estudios recientes muestran que DBC1 es un inhibidor de la desacetilasa de tipo sirtuina, SIRT1, que desacetila histonas y p53. Es probable que DBC1 regule la actividad de SIRT1 o desacetilasas relacionadas detectando los productos o sustratos solubles de la reacción de desacetilación dependiente de NAD.